# تایچیدا (حوزه سرشماری)، ویسکانسین
تایچیدا (به انگلیسی: Taycheedah) یک منطقهٔ مسکونی در ایالات متحده آمریکا است که در شهرستان فوند دو لک، ویسکانسین واقع شده‌است. تایچیدا ۷۰۴ نفر جمعیت دارد و ۲۲۸٫۹۱ متر بالاتر از سطح دریا واقع شده‌است.